# Kickboxer
Kickboxer (bra: Kickboxer - O Desafio do Dragão; prt: Kickboxer - Golpe de Vingança) é um filme americano de artes marciais de 1989, dirigido por Mark DiSalle e co-dirigido por David Worth, é escrito por Glenn A. Bruce com base no esboço escrito por Mark DiSalle e Jean-Claude Van Damme. É estrelado por Jean-Claude Van Damme, Dennis Alexio e Dennis Chan. O filme é considerado um clássico cult e um dos trabalhos definitivos na carreira de Van Damme como artista marcial.

## Sinopse
Kurt Sloane (Jean-Claude Van Damme) é um jovem lutador de caratê que ajuda seu irmão mais velho, Eric Sloane (Dennis Alexio), nos treinos de kickboxing. Após se tornar campeão mundial dos pesos pesados, Eric vai para a Tailândia defender o título, enfrentando o invencível Tong Po (Michel Qissi). Durante a luta é gravemente ferido, ficando paralítico. Em busca de justiça, Kurt decide defender a honra da família no ringue, se submetendo a um pesado treinamento de muay thai com um famoso mestre local, chamado Xian Chow (Dennis Chan).

## Elenco
- Jean-Claude Van Damme como Kurt Sloane
- Dennis Alexio como Eric Sloane
- Dennis Chan como Xian Chow
- Michel Qissi como Tong Po
- Haskell V. Anderson III como Winston Taylor
- Rochelle Ashana como Mylee
- Steve Lee como Freddy Li
- Richard Foo como Tao Lin
- Ricky Liu como Big Thai Man